# Gaillard Island
L'île de Gaillard Island, connue également sous le nom de Pelican Island est située dans la baie de Mobile donnant sur le golfe du Mexique, en Alabama dans le comté de Mobile et le bayou La Batre. Elle forme un triangle d'environ 3,5 km de long sur 3,5 km de large pour une superficie d'environ 5,3 km². L'île Gaillard est située à environ 5 km de la côte occidentale de la baie de Mobile et à environ une vingtaine de kilomètres de la ville portuaire de Mobile. 

## Géographie
L'île Gaillard est une île artificielle créée en 1979 dans la baie de Mobile en raison du dragage de cette partie de la baie de Mobile pour permettre aux gros navires d'atteindre les ports industriels de cette baie de l'Alabama. Les travaux furent effectués par le Corps du génie de l'armée des États-Unis. L'île Gaillard est devenu un sanctuaire pour les oiseaux migrateurs notamment le pélican brun d'où son surnom d'île aux pélicans, mais aussi le héron, l'aigrette, la sterne et le bec-en-ciseaux.

## Histoire

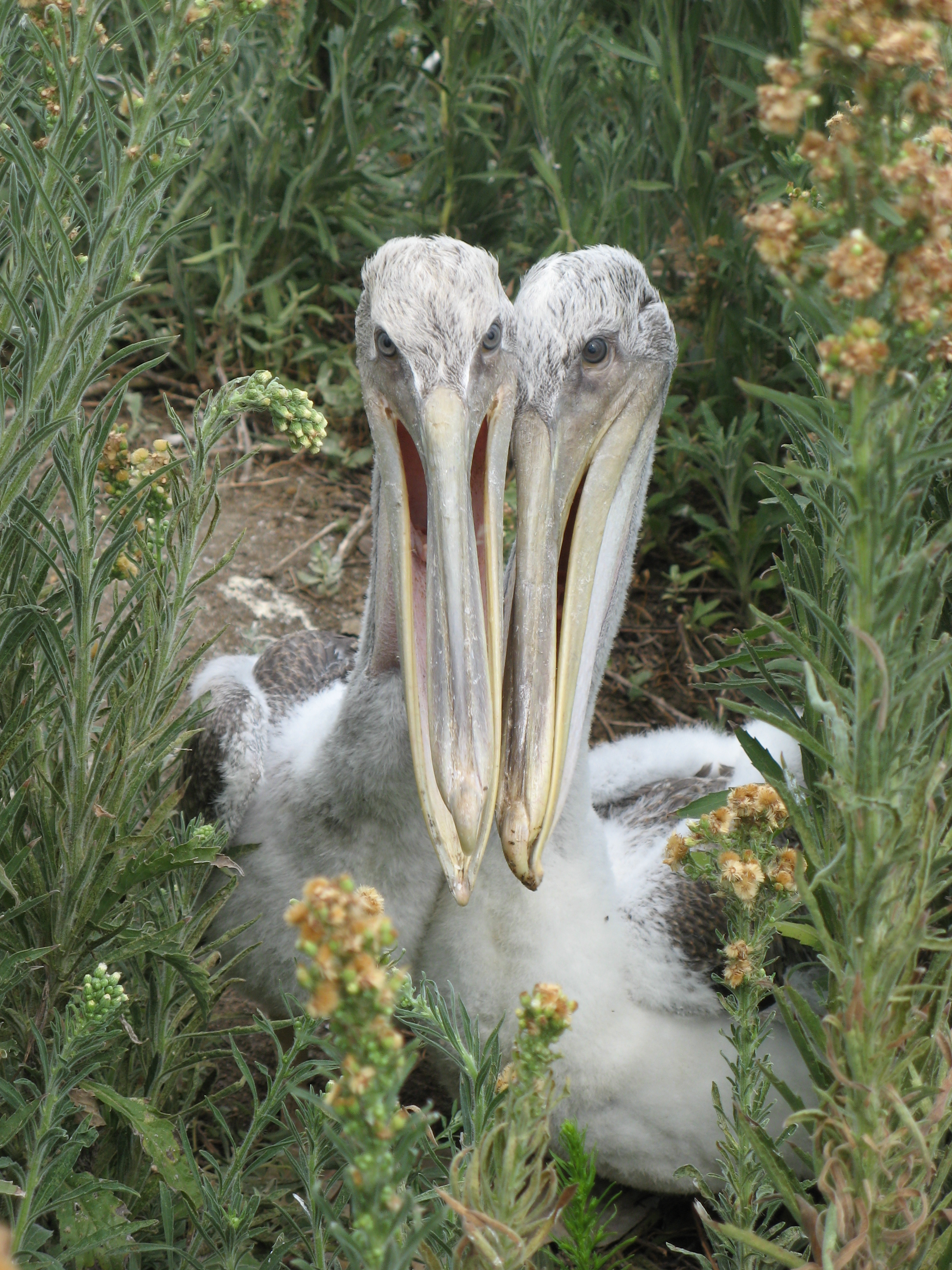
Couple de pélicans sur l'île Gaillard.

En 1979, l'île Gaillard a été créée pour recevoir les dépôts de terre et d'alluvion retirés de la baie pour la création d'un canal de navigation fait pour permettre au navire de gros tonnage de relier les ports industriels de la baie de Mobile. Le projet consistait à draguer un chenal de navigation profonde d'environ 8,4 km de longueur, sur 91 mètres de largeur et 12 mètres de profondeur. Le projet était controversé des points de vue de l'ingénierie et de l'environnement. Les ingénieurs pensaient que l'île ne tiendrait pas dans un plan d'eau ouvert et les écologistes étaient préoccupés par l'impact sur la baie d'un point de vue écologique. 
L'île a été un succès dès le début et est devenue une vitrine environnementale, abritant des milliers d'oiseaux, en particulier des pélicans bruns. L'île porte le nom du Wilson Gaillard, un dentiste itinérant, qui était également un écologiste qui envisageait l'île comme un paradis pour les oiseaux de rivage et les oiseaux de mer. L'île est également connue sous le nom de "Pelican Island" par les habitants en raison de l'importance de la colonie des pélicans. L'île appartient aux ports de l'État de l'Alabama et est gérée par le Corps des ingénieurs de l'armée américaine, le Département de la conservation et des ressources naturelles de l'Alabama et le Service américain de la faune et de la pêche.